# 15379 Алефранц
15379 Алефранц (1997 QG1, 1996 FD17, 15379 Alefranz) — астероїд головного поясу, відкритий 29 серпня 1997 року.
Тіссеранів параметр щодо Юпітера — 3,476.